# Potyczki w Tawusz (2012)
Potyczki w prowincji Tawusz – starcia militarne stoczone w dniach 25 kwietnia i 4 czerwca 2012 roku pomiędzy żołnierzami ormiańskimi i azerskimi na granicy obydwu krajów.

## Geneza
Pod koniec lat 80. XX wieku w obliczu zbliżającego się upadku ZSRR w Karabachu odżyły nadzieje na zjednoczenie z resztą Armenii. Chcąc je stłumić, azerskie władze formalnie zlikwidowały Nagorno-Karabachski Obwód Autonomiczny, ustanowiły jego blokadę ekonomiczną i przeprowadziły antyormiańskie pogromy w azerskich miastach, najbardziej krwawy w Sumgaicie. 10 grudnia 1991 r. władze Górskiego Karabachu przeprowadziły referendum, w którym przygniatająca większość mieszkańców opowiedziała się za niezależnością. Azerska armia wkroczyła na teren Karabachu i przy wsparciu, w tym przy użyciu sprzętu stacjonującej na jej terenie Armii Radzieckiej zdołała - w początkowym stadium działań zbrojnych – opanować znaczną część terytorium, jednak później została wyparta przez słabo uzbrojonych powstańców ormiańskich. 12 maja 1994 r., gdy Ormianie kontrolowali już cały okręg autonomiczny, korytarz łączący go z Republiką Armenii oraz strefę bezpieczeństwa, podpisane zostało zawieszenie broni.
Republika Górskiego Karabachu jest de facto niepodległym państwem posiadającym demokratycznie wybrany rząd, wolnorynkową gospodarkę i wszystkie niezbędne atrybuty suwerenności. Nie jest jednak uznawana przez żadne państwo na świecie, nawet przez Armenię. Republika cieszy się jednak życzliwością władz Armenii.
4 marca 2008 r. w Mardakert doszło do najpoważniejszej potyczki od czasu zakończenia wojny o Górski Karabach. Zginęło wówczas 12 azerskich i 8 ormiańskich żołnierzy.
Rok 2008 przyniósł jednak zmiany w podejściu dwóch zwaśnionych sąsiadów - Armenii i Azerbejdżanu. W listopadzie 2008 prezydenci Alijew i Sarkisjan spotkali się w Moskwie z prezydentem Rosji, Miedwiediewem. Zaowocowało to podpisaniem 2 listopada 2008 roku dwustronnego porozumienia z udziałem rosyjskiego prezydenta w sprawie Górskiego Karabachu. Tym samym zapoczątkowane zostały rozmowy na temat rozwiązania konfliktu trwającego od 15 lat.
Jednak nie przyniosło to trwałego spokoju. 18 lutego 2010 roku na granicy zabito troje azerskich żołnierzy. 18 czerwca tego samego roku doszło do potyczki w prowincji Mardakert w Górskim Karabachu w której zginęło czterech Ormian i jeden Azer. Do ponownej potyczki doszło tam 1 września 2010 w której to zginęło 10 osób. W 2011 roku w strefie konfliktu było względnie spokojnie, jedynie 12 września separatyści zestrzelili szpiegowskiego azerskiego drona.

## Walki w 2012
W dniu 25 kwietnia 2012 roku w prowincji Tawusz w armeńskiej wiosce Dovegh, na granicy z Azerbejdżanem doszło do wymiany ognia, w której zginęło trzech ormiańskich żołnierzy. Walka wywiązała się, kiedy azerscy żołnierze ostrzelali Ormian, formujących okopy i umocnienia na granicy.
Kolejne walki miały miejsce 4 czerwca 2012 roku w pobliżu wiosek Berdavan i China. Do wymiany ognia doszło, kiedy grupa żołnierzy z Armenii naruszyła granicę enklawy. W potyczce zginęło pięciu azerskich żołnierzy.